# Церква Різдва Пресвятої Богородиці (Зубів)
Церква Різдва Пресвятої Богородиці в Зубові — однойменні парафії і храми православної та греко-католицької громад у селі Зубів Тернопільського району Тернопільської области.

## Історія церкви
У 1991 році парафія відновила свою діяльність у лоні УГКЦ, але того ж року громада села розділилася на дві конфесії: УГКЦ та ПЦУ. Старий храм, збудований у 1867 році, перейшов до громади ПЦУ.
Новий храм спорудили у 2010 році завдяки пожертвам Богдана Легенького з Канади та місцевої громади. Іконописцем став Володимир Косовський. Того ж року церкву освятив владика Василій Семенюк.
У 2010 році владика Василій Семенюк також здійснив візитацію парафії. При греко-католицькій громаді діють: Марійська та Вівтарна дружини, а також братство Матері Божої Неустанної Помочі.

## Парохи
УГКЦ
- о. Платон Карпінський,
- о. Йосип Побережний,
- о. Мирон Кордуба,
- о. Мелодій Бучинський (1991—1996),
- о. Ярослав Стрілка (1996—2001),
- о. Віталій Мадараш (з 2001).

ПЦУ
- о. Ігор Боднар — нині[2].